# ENEOSサンエナジー
株式会社ENEOSサンエナジー（エネオスサンエナジー、英: ENEOS Sun-Energy Corporation）は、石油製品や石油化学製品等を供給するENEOSグループの石油商社。ENEOSの100％出資会社。

## 事業内容
ENEOSの完全子会社のひとつであり、ENEOSグループの産業用石油製品や石油化学製品、内航・外航船舶用石油製品の販売および太陽光発電システムや電力の販売などを担当している。
主な製品は、産業用燃料油（重油・軽油・灯油・ガソリン等）や潤滑油などの石油製品と、溶剤（ベンゼン・トルエン・キシレン等）や洗浄剤などの石油化学製品である。また、石油・石化事業以外の新エネルギー事業では、太陽光発電やエネファームなどの開発・販売を行っている。羽田空港や新千歳空港などでは航空機燃料油の給油を行っており、稚内・大館能代・庄内の3空港では、航空機へ給油作業のほか給油施設の管理も行っている。

## 沿革
設立当時は産業向け石油・石化事業のみを行っていたが、1999年に株式会社ジャパンエナジーの完全子会社となると、名称も株式会社JOMOサンエナジーに改め、新エネルギー事業も行うようになった。また、株式会社ペトロマリンサービス（昭和日タンの関連企業）の船舶向け石油販売部門の譲受により、海上向け石油事業も行うようになった。
2010年に新日本石油と新日鉱ホールディングスが経営統合したことに伴い、2011年9月、JX日鉱日石サンエナジー株式会社に改編した。
2015年には株式会社ENEOSフロンティアから直売事業・航空機燃料油給油事業・新エネルギー事業を承継し、株式会社ENEOSサンエナジーに商号変更した。
- 1958年（昭和33年）11月 - 株式会社木畑商会として設立。
- 1998年（平成10年）
  - 6月 - 株式会社ジョモ・サンエナジーに改編。
  - 9月 - 株式会社ジョモネット関東（後のENEOSネット）から産業向け販売部門を譲受。
  - 11月 - 日鉱石油販売株式会社から産業向け販売部門を譲受。
- 1999年（平成11年）
  - 2月 - ジャパンエナジーと日鉱石油販売の合併により、ジャパンエナジー100％出資となる。
  - 9月 - 株式会社ジョモネット東北から産業向け販売部門を譲受。
- 2000年（平成12年）3月 - 株式会社ジョモネット山陽から産業向け販売部門を譲受。
- 2003年（平成15年）9月 - 株式会社ジョモリテールサービス（現・ENEOSリテールサービス）から産業向け販売部門を譲受。
- 2004年（平成16年）
  - 7月 - 資本金を3,000万円から1億円に増資。
  - 10月 - 社名を株式会社JOMOサンエナジーに変更。
- 2006年（平成18年）4月 - 株式会社ジョモネット北関東から産業向け販売部門の営業を譲受。
- 2008年（平成20年）7月 - 株式会社ジョモネット札幌から産業向け販売部門を譲受。
- 2009年（平成21年）4月 - 東陽石油販売株式会社を吸収合併。
- 2010年（平成22年）7月 - 株式会社ペトロマリンサービスから海上向け石油販売部門を譲受。
- 2011年（平成23年）9月 - 社名をJX日鉱日石サンエナジー株式会社に変更。
- 2015年（平成27年）7月 - 株式会社ENEOSフロンティアより直売事業・航空給油事業・新エネルギー事業を譲受。社名を株式会社ENEOSサンエナジーに変更。
- 2017年（平成29年）4月 - 親会社のJXTGエネルギーより工業用洗浄剤事業及び蓄熱材事業の一部を譲受。
- 2019年（平成31年）4月 - 航空給油事業を子会社の株式会社EASへ譲渡（EASはJXTGエネルギーの子会社となり、株式会社ENEOSスカイサービスへ社名変更）[1]、吉伴株式会社より直売事業を譲受。

## 組織

### 幹部
- 代表取締役社長
- 常務取締役
- 取締役
- 監査役

### 内部部署
- 管理本部
  - 経営企画部
  - 総務経理部
  - 信用統轄部
- 直売事業本部
  - 販売統轄部
  - 潤滑油統轄部
  - 業務部
  - 舶用販売部
- 化学品事業本部
  - 化学品部
  - NSクリーン部
- 新エネルギー事業本部
  - 新エネルギー部
- 航空事業本部
  - 航空事業部

## 事業所
- 東京本社 - 東京都港区東新橋1丁目5-2 汐留シティセンター12階
- 東京第1支店・東京第2支店・広域第1支店・広域第2支店 - 本社と同住所
- 札幌支店 - 北海道札幌市中央区大通西1丁目14-2　桂和大通ビル50
- 仙台支店 - 宮城県仙台市青葉区国分町3丁目1-1
- 名古屋支店 - 愛知県名古屋市中区丸の内2丁目18-25
- 大阪支店 - 大阪府大阪市西区土佐堀1丁目2-10
- 広島支店 - 広島県広島市南区的場町1丁目2-16　グリーンタワー
- 福岡支店 - 福岡県福岡市博多区博多駅前3丁目23-22